# Hypsipyla robusta
Hypsipyla robusta is een vlinder uit de familie snuitmotten (Pyralidae). De wetenschappelijke naam van deze soort is voor het eerst geldig gepubliceerd in 1886 door Moore.
De soort komt voor in tropisch Afrika.